# Kimmy Robertson
Kimmy Robertson (Hollywood, 27 novembre 1954) è un'attrice statunitense.

## Biografia
Nota per aver interpretato il ruolo della segretaria Lucy Moran in I segreti di Twin Peaks, Kimmy Robertson vanta partecipazioni a film come Tesoro mi si sono ristretti i ragazzi, Speed 2 e Stuart Little - Un topolino in gamba. Tra il 1989 e il 1991 inoltre presta la voce ai personaggi di Alana e Spolverina nei corrispettivi film di animazione La sirenetta e La bella e la bestia.
Sempre come doppiatrice e in veste di guest star partecipa alle serie televisive animate I Simpson, Batman e Batman of the Future.

## Filmografia parziale

### Attrice

#### Cinema
- L'ultima vergine americana (The Last American Virgin), regia di Boaz Davidson (1982)
- Con le buone maniere si ottiene tutto (Bad Manners), regia di Robert Houston (1984)
- L'originale (Trust Me), regia di Robert Houston (1989)
- La mamma è un lupo mannaro! (My Mom's a Werewolf), regia di Michael Fischa (1989)
- Tesoro, mi si sono ristretti i ragazzi (Honey, I Shrunk the Kids), regia di Joe Johnston (1989)
- ...Non dite a mamma che la babysitter è morta! (Don't Tell Mom the Babysitter's Dead), regia di Stephen Herek (1991)
- Leprechaun 2, regia di Rodman Flender (1994)
- Speed 2 - Senza limiti (Speed 2: Cruise Control), regia di Jan de Bont (1997)
- Stuart Little - Un topolino in gamba (Stuart Little), regia di Rob Minkoff (1999)

#### Televisione
- I segreti di Twin Peaks (Twin Peaks) – serie TV, 29 episodi (1990-1991)
- I racconti della cripta (Tales from the Crypt) – serie TV, 1 episodio (1991)
- E.R. - Medici in prima linea (E.R.) – serie TV, 1 episodio (1995)
- Ellen – serie TV, 2 episodi (1996)
- Becker – serie TV, episodio 6x06 (2003)
- Drake & Josh – serie TV, 1 episodio (2004)
- Twin Peaks – serie TV, 10 episodi (2017)

### Doppiaggio
- La sirenetta (1989)
- La bella e la bestia (1991)
- I Simpson (1992, 1 puntata)
- Batman (1992, 1 episodio)
- La sirenetta - Le nuove avventure marine di Ariel (1992, 2)
- 2 cani stupidi (1993-1994, 10 puntate)
- Il mondo incantato di Belle (1998)
- Batman of the Future (1999, 1 episodio)
- Pepper Ann (1999-2000, 3)
- House of Mouse - Il Topoclub (2001, 1 episodio)

## Doppiatrici italiane
- Antonella Rinaldi ne I segreti di Twin Peaks e in Twin Peaks (2017)

Da doppiatrice è stata sostituita da:
- Silvia Pepitoni in La bella e la bestia
- Rossella Acerbo in I Simpson